# Objection Overruled
Objection Overruled – dziewiąty album studyjny niemieckiego zespołu heavymetalowego Accept wydany 1 lutego 1993 roku. Jest to pierwszy album zespołu wydany po powrocie Dirkschneidera.

## Lista utworów
1. "Objection Overruled" – 3:39
2. "I Don't Wanna Be Like You" – 4:18
3. "Protectors of Terror" – 4:03
4. "Slaves to Metal" – 4:37
5. "All or Nothing" – 4:31
6. "Bulletproof" – 5:05
7. "Amamos la Vida" – 4:39
8. "Sick, Dirty and Mean" – 4:33
9. "Donation" – 4:48
10. "Just by My Own" – 3:29
11. "This One's for You" – 4:10

## Twórcy
- Udo Dirkschneider – wokal
- Wolf Hoffmann – gitary
- Peter Baltes – gitara basowa
- Stefan Kaufmann – perkusja